# Gloria Kemasuode
Gloria Kemasuode (ur. 30 grudnia 1979) – nigeryjska lekkoatletka, sprinterka, brązowa medalistka igrzysk olimpijskich z Pekinu i mistrzyni Afryki (2008) w sztafecie 4 x 100 m.

## Sukcesy
| Rok  | Zawody               | Miasto      | Miejsce | Konkurencja | Czas    |
| ---- | -------------------- | ----------- | ------- | ----------- | ------- |
| 2008 | Mistrzostwa Afryki   | Addis Abeba |         | 4 x 100 m   | 43,79 s |
| 2008 | Igrzyska olimpijskie | Pekin       |         | 4 x 100 m   | 43,04 s |

## Rekordy życiowe
- Bieg na 60 m – 7,48 (2005)
- Bieg na 100 m – 11,21 (2002)
- Bieg na 200 m – 22,94 (2008)